# سوره‌سینما
سوره‌سینما وبگاه خبری–تحلیلی است که زیرنظر حوزهٔ هنری فعالیت می‌کند. این وبگاه با هدف اطلاع‌رسانی و خبررسانی در خصوص سینما ایجاد شده‌است. یکی از اهداف اصلی این وبگاه فراهم‌کردن درگاه انتشار اخبار مربوط به حوزهٔ سینما و فیلم‌سازی‌ست.
سوره‌سینما در چهارمین دورهٔ جشنوارهٔ وب ایران، در ۶ بهمن ۱۳۹۰ برندهٔ تندیس بهترین وبگاه سینما و تئاتر در چهارمین جشنوارهٔ وب ایران شد. «سوره‌سینما» در سومین دورهٔ این جشنواره نیز که سال قبل‌تر برگزار شد، عنوان بهترین وبگاه خبری را از آن خود کرده بود. همچنین این وبگاه بانک جامع اطلاعات سینمای ایران را نیز ایجاد کرده‌است.